# Coupe de Chamonix 1910
Das zweite Eishockeyturnier um den Coupe de Chamonix fand vom 16. bis 18. Januar 1910 in Chamonix, Frankreich statt. Der Club des Patineurs de Paris gewann das Turnier mit einer Bilanz von 2 Siegen aus ebenso vielen Spielen.

## Turnier

### Spiele
| 16. Januar 1910 | Club des Patineurs de Paris | 4:2 (2:1, 2:1) | Berliner Schlittschuhclub | Chamonix |

| 17. Januar 1910 | Club des Patineurs de Paris | 6:0 (3:0, 3:0) | Brussels Ice Hockey Club | Chamonix |

| 18. Januar 1910 | Berliner Schlittschuhclub | 5:0 (1:0, 4:0) | Brussels Ice Hockey Club | Chamonix |

### Abschlusstabelle
| Pl. |                             | Sp | S | U | N | Tore | Punkte |
| 1.  | Club des Patineurs de Paris | 2  | 2 | 0 | 0 | 10:2 | 4:0    |
| 2.  | Berliner Schlittschuhclub   | 2  | 1 | 0 | 1 | 7:4  | 2:2    |
| 3.  | Brussels Ice Hockey Club    | 2  | 0 | 0 | 2 | 0:11 | 4:4    |